# الحزب الشيوعي في ألمانيا
الحزب الشيوعي لألمانيا (بالألمانية: Kommunistische Partei Deutschlands، واختصارًا: KPD) كان حزبًا سياسيًا رئيسيًا في ألمانيا بين عامي 1918 و1933، وحزبًا صغيرًا في ألمانيا الغربية في فترة ما بعد الحرب حتى تم حظره في عام 1956.
تأسس الحزب في أعقاب الحرب العالمية الأولى من قبل الاشتراكيين المعارضين للحرب، وأصبح تدريجيا أكثر التزامًا باللينينية والستالينية لاحقًا بعد وفاة شخصياته المؤسسة. خلال فترة جمهورية فايمار، استطلع الحزب الشيوعي الألماني عادة حصد ما بين 10 و15 في المائة من الأصوات وكان ممثلاً في مجلس النواب الرايخستاغ وفي برلمانات الدولة. تحت قيادة إرنست تالمان من عام 1925، أصبح الحزب الستاليني بقوة وموالاً لقيادة الاتحاد السوفيتي، ومنذ عام 1928 كان يسيطر عليه ويموله إلى حد كبير الكومنترن في موسكو. تحت قيادة ثالمان، وجه الحزب معظم هجماته ضد الحزب الاشتراكي الديمقراطي في ألمانيا والتي اعتبرها خصمه الرئيسي واشار إليها باسم «الفاشيين الاجتماعيين»؛ اعتبر الحزب الشيوعي الألماني جميع الأطراف الأخرى في جمهورية فايمار «فاشيين».
كان الجناح شبه العسكري للحزب هو تحالف مقاتلي الجبهة الحمراء، الذي تم حظره باعتباره متطرفًا من قبل الديمقراطيين الاجتماعيين الحاكمين في عام 1929؛ في عام 1932 أسس الحزب الشيوعي الألماني أنتيفاشستيتش أكتيون، المعروف باسم انتيفا، والذي تم وصفه بأنه " جبهة موحدة حمراء تحت قيادة الحزب الوحيد المناهض للفاشية، والتي هاجمت إلى حد كبير "الفاشيين الاجتماعيين" [الديمقراطيين الاجتماعيين]. تم حظره في جمهورية فايمار بعد يوم واحد من ظهور أدولف هتلر في الانتخابات الألمانية عام 1933، حافظ حزب KPD على منظمة سرية لكنه تكبد خسائر فادحة.
تم إحياء الحزب في غرب وشرق ألمانيا بعد الحرب وحصل على مقاعد في أول انتخابات (البرلمان الألماني الغربي) في عام 1949، ولكن دعمه انهار في أعقاب قيام دولة شيوعية في منطقة الاحتلال السوفيتي في ألمانيا. تم حظر الحزب الشيوعي الألماني باعتباره متطرفاً في ألمانيا الغربية في عام 1956 من قبل المحكمة الدستورية. أسس بعض أعضائه السابقين حزبًا هامشيًا أصغر، الحزب الشيوعي الألماني (DKP)، في عام 1969، والذي لا يزال قانونيًا، كما تم تشكيل مجموعات منشقة صغيرة متعددة تدعي أنها خليفة الحزب الشيوعي الألماني.
في ألمانيا الشرقية، تم دمج الحزب، بموجب مرسوم سوفيتي، مع فلول الحزب الاشتراكي الديمقراطي لتشكيل حزب الوحدة الاشتراكية (SED) الذي حكم ألمانيا الشرقية من 1949 حتى 1989-1990. بعد سقوط جدار برلين، استولى الإصلاحيون على الحزب الاشتراكي الديمقراطي وأطلقوا عليه اسم حزب الاشتراكية الديمقراطية؛ في عام 2007، تم دمج PDS مع فصيل منشق من SPD WASG لتشكيل حزب اليسار.

## نتائج الانتخابات

### الانتخابات الفيدرالية
| انتخاب        | الأصوات   | الأصوات      | الأصوات | مقاعد     | مقاعد | ملاحظات                                         |
| انتخاب        | لا.       | ٪            | +/-     | لا.       | +/-   | ملاحظات                                         |
| ------------- | --------- | ------------ | ------- | --------- | ----- | ----------------------------------------------- |
| 1920          | 589,454   | 2.1 (رقم 8)  |         | 4 / 459   |       | Boycotted the previous election                 |
| May 1924      | 3.693.280 | 12.6 (No. 4) | ▲ 10.5  | 62 / 472  | ▲ 58  | After the merger with the left-wing of the USPD |
| December 1924 | 2.709.086 | 8,9 (No. 5)  | ▼ 3.7   | 45 / 493  | ▼ 17  |                                                 |
| 1928          | 3.264.793 | 10.6 (No. 4) | ▲ 1.7   | 54 / 491  | ▲ 9   |                                                 |
| 1930          | 4.590.160 | 13.1 (No. 3) | ▲ 2.5   | 77 / 577  | ▲ 23  | After the financial crisis                      |
| July 1932     | 5.282.636 | 14.3 (No. 3) | ▲ 1.2   | 89 / 608  | ▲ 12  |                                                 |
| November 1932 | 5.980.239 | 16.9 (No. 3) | ▲ 2.6   | 100 / 584 | ▲ 11  |                                                 |
| March 1933    | 4.848.058 | 12.3 (No. 3) | ▼ 4.6   | 81 / 647  | ▼ 19  | During Hitler's term as Chancellor of Germany   |

### انتخابات رئاسية
| انتخاب | الأصوات | الأصوات      | الأصوات | مرشح         |
| انتخاب | لا.     | ٪            | +/-     | مرشح         |
| ------ | ------- | ------------ | ------- | ------------ |
| 1925   | 1931151 | 6.4 (رقم 3)  |         | ارنست تالمان |
| 1932   | 3706759 | 10.2 (رقم 3) | ▲ 3.8   | ارنست تالمان |

## الحواشي
1. 1 2 3 4 5 6 7 8 9 10 11 12 13 14 15   http://teachsam.de/geschichte/ges_deu_weimar_18-33/wei_parteien/kpd/wei_par_kpd_3_1_1.htm. {{استشهاد ويب}}: |url= بحاجة لعنوان (مساعدة) والوسيط |title= غير موجود أو فارغ (من ويكي بيانات) (مساعدة)
2. ↑  Hoppe، Bert (2011). In Stalins Gefolgschaft: Moskau und die KPD 1928–1933. Oldenbourg Verlag. ISBN:9783486711738.
3. ↑  Stephan، Pieroth (1994). Parteien und Presse in Rheinland-Pfalz 1945–1971: ein Beitrag zur Mediengeschichte unter besonderer Berücksichtigung der Mainzer SPD-Zeitung 'Die Freiheit'. v. Hase & Koehler Verlag. ص. 96. ISBN:9783775813266.

- رودوف كوبر، فشل الثورة: ألمانيا في 1918-1919. كامبريدج، إنجلترا: مطبعة جامعة كامبريدج، 1955.
- كاثرين إبشتاين، آخر الثوار: الشيوعيون الألمان وقرونهم. كامبريدج، ماساتشوستس: مطبعة جامعة هارفارد، 2003.
- روث فيشر، ستالين والشيوعية الألمانية. كامبريدج، ماساتشوستس: مطبعة جامعة هارفارد، 1948.
- بن فوكيس، الشيوعية في ألمانيا تحت حكم جمهورية فايمار ؛ لندن: بالجريف ماكميلان 1984.
- جون ريدل (محرر))، الثورة الألمانية والنقاش حول القوة السوفيتية: الوثائق: 1918-1919: التحضير للمؤتمر التأسيسي. نيويورك: باثفايندر برس، 1986.
- جرين، جون، ويلي مونزينبرج - مقاتل ضد الفاشية والستالينية ، روتليدج 2019
- بيل بيلز، سبارتاكوسبوند وحركة الطبقة العاملة الألمانية، 1914-1919، لويستون [نيويورك]: إي ميلن برس، 1988.
- ألكسندر فاتلين، «أرض اختبار الثورة العالمية: ألمانيا في العشرينيات»، في تيم ريس وأندرو ثورب (محرران))، الشيوعية الدولية والشيوعية الدولية، 1919-1943. مانشستر: مطبعة جامعة مانشستر، 1998.
- إريك د. ويتز، خلق الشيوعية الألمانية، 1890–1990: من الاحتجاجات الشعبية إلى الدولة الاشتراكية . برينستون، نيوجيرسي: مطبعة جامعة برينستون، 1997
- ديفيد بريستاند، العلم الأحمر: تاريخ الشيوعية ، "نيويورك: مطبعة غروف، 2009
- رالف هوفروج / نورمان لابورت (محرران)): فايمار الشيوعية كحركة جماهيرية 1918-1933 ، لندن: لورانس وشارت.